# Zîmivka, Skole
Zîmivka (în ucraineană Зимівка) este un sat în comuna Oriv din raionul Skole, regiunea Liov, Ucraina.

## Demografie
Componența lingvistică a localității Zîmivka
     Ucraineană (100%)
Conform recensământului din 2001, toată populația localității Zîmivka era vorbitoare de ucraineană (100%).